# 新靖镇
新靖镇，是中华人民共和国广西壮族自治区百色市靖西市下辖的一个乡镇级行政单位。

## 行政区划
新靖镇下辖以下地区：
环城社区、金山社区、新生社区、城南社区、新城社区、城中社区、龙潭社区、中山社区、人民社区、吉坡村、崇德村、其荣村、环河村、小龙村、五隆村、那耀村、河阳村、三联村、亮表村、常富村、诚良村、金龙村、东利村、旧州村、壁零村、奎光村、玉琢村、泗梨村、隆江村和鹅泉村。